# Извержение Сент-Хеленс 1980 года
Извержение Сент-Хеленс 1980 года — извержение вулкана Сент-Хеленс на северо-западе США весной 1980 года.

## История извержения
Начиная с марта 1980 года по округе прокатилась серия подземных толчков. 27 марта раздался оглушительный взрыв, и над вершиной вулкана поднялся столб пепла и газа. Вулканологи пришли к заключению, что возможно крупное извержение. Весь апрель наблюдалось усиление выбросов. Северный склон вулкана деформировался, на нём стал расти большой горб. 12 мая вздутие достигло 200 метров в высоту и росло на 1,5 метра в день. Поскольку выход из жерла был перекрыт пробкой из застывшей лавы, магма скапливалась под куполом, и давление росло с каждым днём.
17 мая вулканолог Дэвид Джонстон вышел на наблюдательный пост, чтобы следить за вулканом. Он сравнил вулкан Сент-Хеленс с бомбой, у которой подожгли фитиль. На следующий день, 18 мая, он крикнул по рации коллегам в Ванкувере, с которыми был на связи: «Она пошла!». Его наблюдательный пост находился в 8 километрах от вулкана. Когда спасатели добрались туда через несколько дней, они не нашли от вулканолога даже следов. Фотограф Роберт Ландсбург, находясь в нескольких милях от вершины, сделал уникальную серию снимков извержения, погибнув при этом.

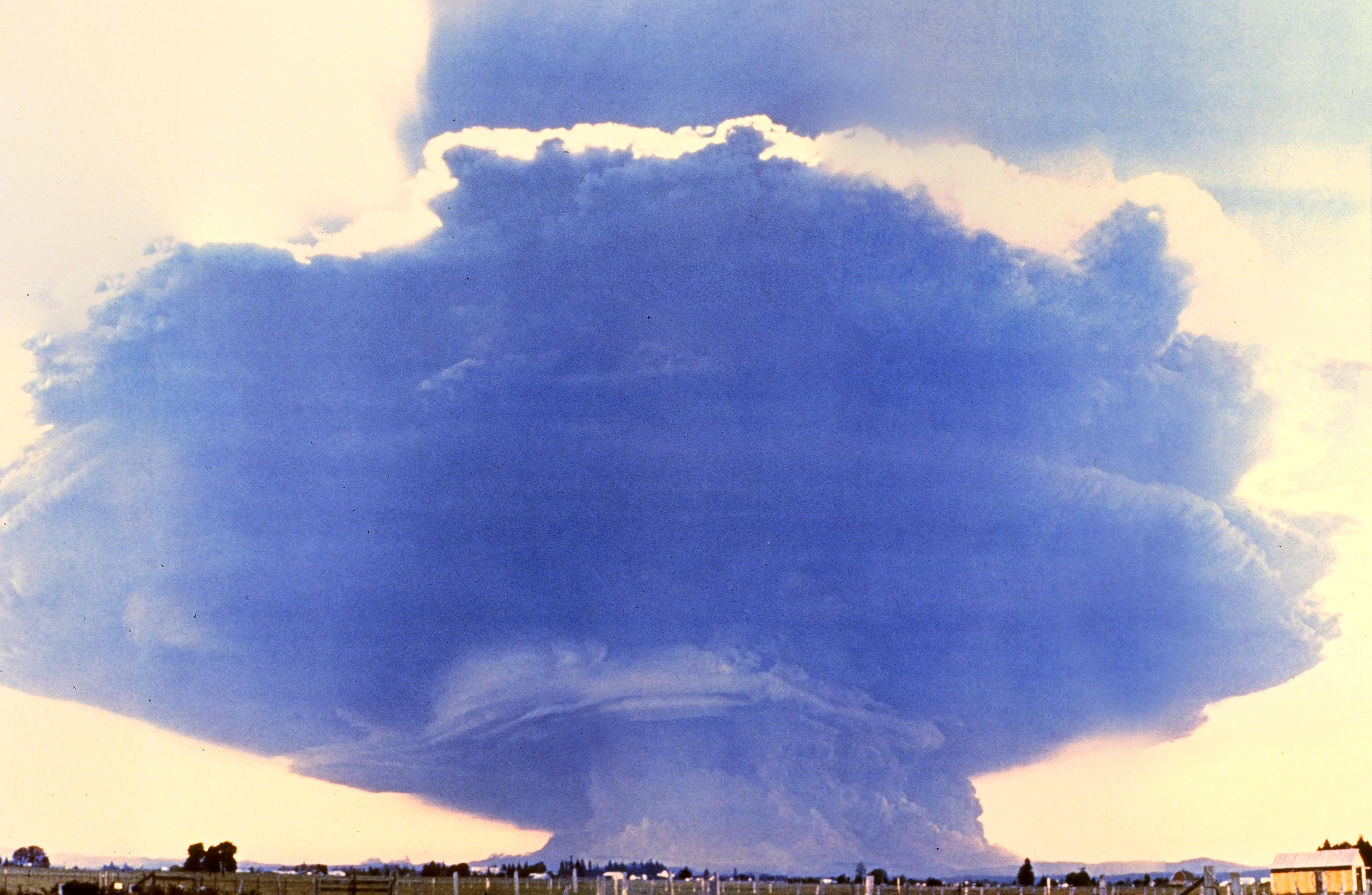
Облако пепла 64 км в ширину и 24 км в высоту с расстояния 56 км к северо-западу от вулкана

За минуту извержение достигло невероятной силы. Огромный оползень снёс часть горы и открыл путь лаве, которая стала извергаться вверх и вбок. Из склона горы вырвался поток горячих газов, а из конуса вертикально вверх взметнулась туча пепла, достигая 25 км в высоту. Пирокластический поток скатился со значительной скоростью, неся огромное количество пепла, камней, деревьев и обломков. Появившиеся вслед за этим лахары протянулись на 45 км от вулкана. В городе, расположенном в 400 км от вулкана, видимость днём упала до 3 метров, а в 145 км от Сент-Хеленса выпал слой пепла толщиной до 12 сантиметров.
Несмотря на принятые меры и эвакуацию, погибло 57 человек, площадь в 600 км² выгорела до состояния лунного ландшафта. Также погибло 5000 чернохвостых оленей, 200 медведей, 1500 лосей, множество птиц и мелких млекопитающих.

## Итоги извержения
Пробуждение Сент-Хеленса обратило в пыль верхушку горы и вызвало гигантский оползень.

## Последующие извержения
25 мая в 2 часа 30 минут ночи вулкан выбросил в атмосферу 14 км³ пепла, который разнёсся ветром на юго-запад и загрязнил значительные площади западного Вашингтона и Орегона. Последовавшие за этим пирокластический поток и лахары во много раз превзошли количество их выпадения 18 мая. 12 июня в 7 часов 05 минут вечера объём выпадения пепла составил 4 км³. В 9 часов 09 минут вечера огромный столб поднялся на высоту около 10 км. После этого лавовый купол вулкана вырос на 61 метр.
Вулкан Сент-Хеленс извергался и после 1980 года. В начале 1990 года во время очередного извержения произошёл 21 взрыв. В 2008 году вулкан вновь пробудился.

## Исследования
В 2024 году было проведено исследование, в результате которого получил своё объяснение наблюдавшийся феномен увеличения продолжительности волн Лэмба по сравнению с ожидаемой.

## Отражение события в искусстве
- На основе событий в 1981 году был снят художественный фильм «St. Helens».
- О вулкане Сент-Хеленс, восхождениях на него, его извержении и созданном после извержения заповеднике рассказывается в прозо-поэтическом цикле Гэри Снайдера из книги «Опасность на вершинах» (2004).
- Извержение Сент-Хеленс несколько раз упоминается (для сравнения) в фильме «Супервулкан» (2005).
- В фильме «Дом, который построил Джек» (2018), извержение вулкана упоминается в качестве одной из причин для поворота сюжета, а также даёт возможность точно понять, в какое время происходят описываемые события.